# Thomas de Cori
Pour les articles homonymes, voir Cori et Saint Thomas.
Thomas de Cori (1655-1729), né Francesco Antonio Placidi, était un religieux italien, de l'Ordre des frères mineurs, vénéré comme saint par l'Église catholique. Il est commémoré le 11 janvier selon le Martyrologe romain.

## Biographie
Thomas naquit à Cori dans la Province de Latina en Italie. Il fut très jeune orphelin de mère et de père, et dut s'occuper de ses frères et sœurs. Une fois ces dernières mariées, il put enfin réaliser ce qu'il souhaitait, embrasser la vie religieuse.
Il entra alors chez les Frères mineurs de Cori et effectua son noviciat à Orvieto où il fut ordonné prêtre en 1683. Il fut alors rapidement nommé vice-maître des novices.
En 1684, il demanda à intégrer le couvent de Civitella (actuellement Bellegra), où il entrait en disant : « Je suis frère Tomaso da Cori et je viens pour devenir saint ».
Il vécut toute sa vie à Civitella, sauf durant une interruption de 6 ans durant laquelle il fut frère tourier au couvent de Palombara Sabina.
Il écrivit une Règle qu'il suivit scrupuleusement, sa vie était partagée entre la prière, l'évangélisation, et la charité. Le Pape Jean-Paul II dans son homélie de canonisation, a dit de lui :
« Toute sa vie apparaît ainsi comme un signe de l'Évangile, un témoignage de l'amour du Père céleste, révélé dans le Christ et agissant dans l'Esprit Saint, pour le salut de l'homme. ».

## Béatification - Canonisation - Vénération
Thomas de Cori a été béatifié en 1785 à Rome  par le Pape Pie VI.
Il fut canonisé le 21 novembre 1999 par le Pape Jean-Paul II. Sa fête a été fixée au 11 janvier.
Une œuvre d'Antonio Cavallucci (ci-contre), de 1786, représente La lévitation de Thomas de Cori et se trouve au Musée eucharistique du Hiéron à Paray-le-Monial.

## Sources
- (en) Cet article est partiellement ou en totalité issu de l’article de Wikipédia en anglais intitulé « Thomas of Cori » (voir la liste des auteurs).